# Carabayo jezik
Carabayo jezik (ISO 639-3: cby; amazonas macusa), neklasificirani indijanski jezik kojim govori oko 150 Carabayo ili Amazonskih Macusa Indijanaca između rijeka San Bernardo i Pure u kolumbijskom departmanu Amazonas.
Naziv “Macusa” or “Macú” označava 'divlje' nekontaktirane Indijance.

## Vanjske poveznice
- Ethnologue (14th)
- Ethnologue (15th)